# Karen S. Lynch
Karen S. Lynch (nata Rohan; Ware, 30 dicembre 1963) è un'imprenditrice e dirigente d'azienda statunitense, dal 2021 presidente e CEO di CVS Health. Membro del board di AHIP e U.S. Bancorp, nel 2015 è stata la prima donna ad essere presidente di Aetna. In passato ha ricoperto ruoli esecutivi in Magellan Health Services e Cigna. Nel 2021, è diventata l'amministratore delegato-donna di più alto rango nell'elenco Fortune 500.

## Biografia
Lynch è nata il 30 dicembre 1963 a Ware, nel Massachusetts. È cresciuta da una madre single, morta suicida quando Lynch aveva 12 anni.  Dopo la morte della madre, Lynch e i suoi tre fratelli furono cresciuti dalla zia.
Ha frequentato la Ware Junior/Senior High School e si è diplomata nel 1980. Lynch ha frequentato la Carroll School of Management presso il Boston College, dove ha conseguito una laurea in Contabilità e ha una certificazione Certified Public Accountant (CPA). Dopo la laurea, ha iniziato la carriera finanziaria nell'ufficio di Boston di Ernst & Young, dove si è specializzata in assicurazioni.

## Carriera
Lynch attribuisce il percorso professionale scelto nell'assistenza sanitaria alle sue esperienze di vita familiare.  Ha trascorso quasi un decennio nel settore delle assicurazioni prima di tornare alla scuola di specializzazione, all'Università di Boston,  per perseguire il suo MBA in Business Administration dicendo: "Volevo ampliare il mio background finanziario per avere una maggiore esposizione agli aspetti commerciali della gestione di un'azienda". Nel 2004, Lynch è stata nominata presidente di Cigna Dental.  L'anno successivo, ha occupato una posizione di nuova creazione che combina la leadership di Cigna Group Insurance e Cigna Dental. Ha lasciato Cigna nel 2009 per diventare presidente di Magellan Health Services.
Lynch è rimasta con Magellan fino al 2012, quando è entrata a far parte di Aetna come vicepresidente esecutivo e responsabile dei prodotti speciali. Tre mesi dopo Lynch ha guidato l'integrazione di Coventry Health Care, che all'epoca era la più grande acquisizione di una società di assistenza sanitaria. Nel 2015, Lynch è diventata la prima donna presidente di Aetna, un ruolo che ha mantenuto attraverso l'acquisizione da 70 miliardi di dollari di Aetna da parte di CVS Health nel 2018.
Durante la pandemia di COVID-19, Lynch ha preso il timone come presidente e amministratore delegato di CVS Health il 1º febbraio 2021, dopo il pensionamento di Larry Merlo. La nomina l'ha resa l'amministratore delegato donna di grado più alto nell'elenco Fortune 500 e la 40a amministratore delegato donna nell'elenco Fortune 500. Sotto la sua guida, CVS Health ha somministrato il vaccino COVID-19 in più di 40 000 strutture di assistenza a lungo termine e nelle sedi della farmacia CVS in 50 stati, Porto Rico e Washington, DC.

## Vita privata
Lynch è sposata con Kevin M. Lynch, fondatore, presidente e CEO della Quell Foundation, un'organizzazione senza scopo di lucro la cui missione è rimuovere lo stigma sulla salute mentale, ridurre il numero di suicidi e di overdose, l'incarcerazione di persone con malattia mentale.  Lynch ha ricevuto un dottorato onorario in lettere umane dal Becker College nel 2015.